# ذهان ما بعد الولادة
ذهان ما بعد الولادة (بالإنجليزية: Postpartum psychosis)‏ هي حالة طوارئ نفسية نادرة تحدث فيها أعراض مزاجية عالية والتفكير في إيذاء النفس أو إيذاء الطفل (الرضيع)، والهوس، والاكتئاب، والارتباك الشديد، وفقدان التثبيط، والهلوسة، والأوهام، تبدأ فجأة في الأسبوعين الأولين بعد الولادة. تختلف الأعراض ويمكن أن تتغير بسرعة. تستمر الأعراض الأكثر حدة من أسبوعين إلى 12 أسبوعًا، ويستغرق الشفاء 6 أشهر إلى سنة.
حوالي نصف النساء اللواتي يعانين من هذا المرض ليسوا معرضات للخطر لكن النساء اللواتي لديهن تاريخ سابق من المرض العقلي، مثل الاضطراب الثنائي القطب أو تاريخ من النوبات السابقة من الذهان بعد الولادة، أو التاريخ العائلي معرضات لخطر أكبر. ليس تشخيصًا رسميًا، ولكنه يستخدم على نطاق واسع لوصف الحالة التي تظهر في حوالي 1 من 1000 حالة حمل. وهو يختلف عن اكتئاب ما بعد الولادة وعن كآبة الأمومة.
يتطلب تشخيص ذهان ما بعد الولادة دائمًا دخول المستشفى، حيث يكون العلاج هو الأدوية المضادة للذهان ومثبتات الحالة المزاجية، وفي حالات الخطر الشديد للانتحار، العلاج بالصدمات الكهربائية. النساء اللاتي دخلن إلى المستشفى بسبب حالة نفسية مباشرة بعد الولادة يتعرضن لخطر أكبر للانتحار خلال السنة الأولى بعد الولادة.
هناك حاجة لمزيد من البحث في الأسباب والوقاية؛ عدم وجود فئة تشخيص رسمية وصعوبة إجراء تجارب سريرية في أبحاث الحمل.

## علامات وأعراض
تبدأ الأعراض عادةً بشكل مفاجئ في أول أسبوعين بعد الولادة، أحيانًا في أول يومين أو ثلاثة أيام بعد الولادة. تختلف الأعراض ويمكن أن تتغير بسرعة، ويمكن أن تشمل الأفكار المزاجية و الهوس والاكتئاب والارتباك الشديد والبارانويا والهلوسة والأوهام.
على النقيض من ذلك، فإن حوالي نصف النساء يعانين من كآبة الأمومة بعد الولادة، والتي تتميز بأعراض التقلب المزاجي المعتدل والقلق والتهيج التي تبدأ بعد حوالي 3 إلى 4 أيام بعد الولادة وتستمر أسبوعًا تقريبًا. وهو يختلف عن اكتئاب ما بعد الولادة الذي يعاني منه حوالي 20% من جميع النساء بعد الولادة ويشبه اضطراب الاكتئاب الشديد.

## عوامل الخطر
النساء اللاتي لديهن تاريخ من الاضطراب الثنائي القطب أو الفصام أو حالات السابقة من ذهان ما بعد الولادة أو تاريخ عائلي من الذهان ما بعد الولادة معرضات لخطر كبير؛ حوالي 25-50% من النساء في هذه المجموعة سوف يصابون بذهان ما بعد الولادة. حوالي 37% من النساء المصابات باضطراب ثنائي القطب يعانين من نوبة حادة بعد الولادة. النساء المصابات بحالة سابقة من الذهان ما بعد الولادة لديهن خطر حوالي 30% من الإصابة بحالة أخرى في الحمل التالي. بالنسبة للمرأة التي ليس لها تاريخ من الامراض العقلية ولديها أقرباء قريبين (أم أو أخت) مصابة بذهان ما بعد الولادة، يكون الخطر حوالي 3٪. قد يكون هناك مكون وراثي؛ في حين تم تحديد طفرات في الكروموسوم 16 وفي جينات معينة تشارك في مسارات هرمون السيروتونين والهرمونات والالتهابات، لم يتم تأكيد أي منها حتى عام 2014.
التاريخ العائلي للذهان العاطفي، والاكتئاب قبل الولادة، وضعف الغدة الدرقية المناعي الذاتي تزيد أيضًا من خطر الإصابة بذهان ما بعد الولادة.
حوالي نصف النساء اللاتي يعانين من ذهان ما بعد الولادة ليس لديهن عوامل خطر. تم بحث العديد من العوامل المحتملة الأخرى مثل مضاعفات الحمل والولادة، والعمليات القيصرية، وطول فترة الحمل، وجنس الطفل والتغيرات في الأدوية النفسية، والعوامل النفسية والاجتماعية، ولم يتم العثور على ارتباط واضح؛ كان عامل الخطر الوحيد الواضح الذي تم تحديده في عام 2014 هو أن ذهان ما بعد الولادة يحدث في كثير من الأحيان للنساء اللواتي يلدن لأول مرة، أكثر من النساء اللاتي يلدن في ولادة ثانية أو لاحقة، ولكن سبب ذلك غير معروف. قد يكون هناك دور للتغييرات الهرمونية التي تحدث بعد الولادة، إلى جانب عوامل أخرى؛ قد يكون هناك تغييرات في دور الجهاز المناعي كذلك.

## علاجات
في علاج الذهان ما بعد الولادة لا توجد إرشادات رسمية. بمجرد إجراء الاختبارات واستبعاد جميع الأسباب الطبية المناسبة من التشخيص، يتم إعطاء العلاج المناسب بناءً على الأعراض. قبل خروج الأم من المستشفى، يجب أن يعمل الفريق الذي يدير العلاج مع الأم وعائلتها لوضع خطة تصريف من شأنها أن تعزز دعمها، إلى جانب المتابعة عن كثب. أيضًا، فيما يتعلق بالحمل في المستقبل، يُنصح موفر الرعاية الأولية للأم بالعمل مع أخصائيين آخرين في فريق الرعاية التابع لها لتقديم الرعاية لها في التفكير في الوقاية من الإيمان أثناء الحمل أو بعد الولادة.